# Revival (The Answer)
Revival è il terzo album in studio del gruppo musicale rock nordirlandese The Answer, pubblicato nel 2011.

## Tracce
CD 1: Revival
1. Waste Your Tears – 3:58
2. Use Me – 3:36
3. Trouble – 3:09
4. Nowhere Freeway (feat. Lynne Jackaman) – 3:38
5. Tornado – 3:45
6. Vida (I Want You) – 4:14
7. Caught on the Riverbed – 4:41
8. Destroy Me – 4:26
9. New Day Rising – 4:40
10. Can't Remember, Can't Forget – 3:16
11. One More Revival – 6:32
12. Lights Are Down – 4:05

CD 2: After the Revival
1. Piece by Piece – 3:45
2. Faith Gone Down – 5:49
3. Nowhere Freeway (live acoustic) – 4:30
4. Tailspin (Renegade demo) – 3:30
5. Fire and Water (Free cover) – 3:52
6. What I Am (demo) – 4:25
7. Caught on the Riverbed (alt. steel version) – 5:20
8. The Enemy (Point demo) – 6:16
9. Show Me the World (Point demo) – 4:30
10. One More Revival (live acoustic) – 4:55
11. Lights Are Down (vocals & piano) – 3:53

## Formazione
- Cormac Neeson - voce, armonica, piano, mellotron
- Paul Mahon - chitarra, cori
- Micky Waters - basso, cori
- James Heatley - batteria, percussioni, cori